# Парламентские выборы в Польше (1985)
Выборы в Сейм Польской Народной Республики IX созыва прошли 13 октября 1985 года. Они стали десятыми парламентскими выборами в Польше после прихода к власти коммунистов, первыми после завершения введённого в 1981 году военного положения и последними без участия реальной оппозиции. Как и все предыдущие выборы в Сейм ПНР, они были несвободными, так как в бюллетене присутствовали лишь правящая Польская объединённая рабочая партия (ПОРП) и две её партии-сателлита, а все беспартийные кандидаты предварительно одобрялись вновь созданным в 1982 году Патриотическим движением национального возрождения, возглавлявшимся ПОРП.
По результатам выборов ПОРП и её коалиция одержали победу, набрав 99,9 % голосов избирателей. Хотя сама ПОРП заняла лишь 245 мест, с учётом остальных кандидатов Патриотическое движение национального возрождения контролировало Сейм полностью, как было и в случае с предыдущими выборами. Загнанный в подполье оппозиционный профсоюз «Солидарность» проявлял большую активность в предвыборный период, включая призывы к бойкоту выборов и вторжение в эфир.

## Обстановка перед выборами
По мнению юриста Анджея Жеплинского, все выборы в Сейм Польской Народной Республики, проводившиеся с 1952 по 1985 год, носили исключительно плебисцитный характер, а их целью была проверка лояльности граждан к режиму. Предыдущие выборы в парламент, на которых избирались депутаты Сейма VIII созыва, состоялись 23 марта 1980 года, когда главой правящей Польской объединённой рабочей партии был Эдвард Герек. После подписания Августовских соглашений, легализовавших профсоюз «Солидарность», Герек был отстранён от должности Первого секретаря ЦК ПОРП в сентябре 1980 года. Новым первым секретарём стал Станислав Каня, однако и его усилия по выходу из сложившегося в стране к началу 1980-х годов экономического и политического кризиса оказались недостаточными. В октябре 1981 года главой партии стал министр национальной обороны ПНР Войцех Ярузельский, который ввёл в стране военное положение, действовавшее до 1983 года.

## Деятельность «Солидарности»

### Вторжение в эфир
Незадолго до выборов, 14 и 26 сентября 1985 года, четыре студента из университета Николая Коперника с помощью компьютера ZX Spectrum и специального телеоборудования совершили вторжение в эфир, поместив поверх вещания государственных каналов лозунги с призывом бойкотировать выборы в Сейм:
Хватит роста цен, лжи и репрессий. Солидарность, Торунь.
Наш долг - бойкотировать выборы. Солидарность, Торунь.
После вторжения 26 сентября все четверо участников вторжения были арестованы. Суд вынес приговор — полтора года условно. В январе 1986 года это событие получило огласку на съезде интеллигенции в Варшаве. Ян Ханаш, один из студентов, продолжил работу над передатчиком, с помощью которого было совершено вторжение. В октябре 1987 года должны были начаться испытания, но из-за того, что спецслужбы уже были осведомлены о существовании этой аппаратуры, этого не случилось.

## Результаты выборов
| \| \| \|                                                                   |                                                   |                                     |                                      |            |                |              |      |
| Слева — результаты выборов по политическим партиям, справа — по коалициям. |                                                   |                                     |                                      |            |                |              |      |
| Коалиция                                                                   | Коалиция                                          | Партия                              | Партия                               |            |                |              |      |
| Коалиция                                                                   | Коалиция                                          | Партия                              | Партия                               | Голоса     | %              | Места        | +/-  |
|                                                                            | Патриотическое движение национального возрождения |                                     | Польская объединённая рабочая партия |            | 55,40          | 245          | ▼ 16 |
|                                                                            | Патриотическое движение национального возрождения | Объединённая крестьянская партия    |                                      | 25,40      | 106            | ▼ 7          |      |
|                                                                            | Патриотическое движение национального возрождения | Демократическая партия              |                                      | 7,60       | 35             | ▼ 2          |      |
|                                                                            | Патриотическое движение национального возрождения | Ассоциация «ПАКС»                   |                                      | 2,00       | 9              | ▲ 2          |      |
|                                                                            | Патриотическое движение национального возрождения | Христианская социальная ассоциация  |                                      | 1,50       | 7              | ▲ 2          |      |
|                                                                            | Патриотическое движение национального возрождения | Польский католико-общественный союз |                                      | 1,10       | 5              | новая партия |      |
|                                                                            | Патриотическое движение национального возрождения | Беспартийные                        |                                      | 11,50      | 53             | ▲ 21         |      |
| Всего                                                                      | Всего                                             |                                     | 99,90                                | 460        | новая коалиция |              |      |
|                                                                            |                                                   |                                     |                                      |            |                |              |      |
| Действительных бюллетеней                                                  | Действительных бюллетеней                         | Действительных бюллетеней           | Действительных бюллетеней            | 20 489 086 | 99,68          |              |      |
| Недействительных бюллетеней                                                | Недействительных бюллетеней                       | Недействительных бюллетеней         | Недействительных бюллетеней          | 65 096     | 0,32           |              |      |
| Всего бюллетеней                                                           | Всего бюллетеней                                  | Всего бюллетеней                    | Всего бюллетеней                     | 20 554 182 | 100,00         |              |      |
| Зарегистрированных избирателей/Явка                                        | Зарегистрированных избирателей/Явка               | Зарегистрированных избирателей/Явка | Зарегистрированных избирателей/Явка  | 26 065 497 | 78,86          |              |      |
|                                                                            |                                                   |                                     |                                      |            |                |              |      |